# Первомайская заря
Первомайская заря — предприятие лёгкой промышленности Санкт-Петербурга. Специализация предприятия — моделирование, производство и продажа одежды для женщин под торговыми марками «Зарина», Zarina, Kellermann.
Предприятие занимает существенную часть квартала, ограниченного улицами 10-я Красноармейская (дом № 22), Дровяная, 12-я Красноармейская (дом № 35) и Лермонтовским проспектом.

## История
Создано в 1964 г. Головное предприятие — швейная фабрика «Первомайская» (основана в 1926 г.). С первых дней Великой Отечественной войны фабрика выполняла заказы фронта (бельё для солдат, плащ-палатки). Современное производство реконструировано, характеризуется комплексной механизацией, использованием машин полуавтоматического действия и специальных быстроходных машин. Работницы объединения: Г. М. Федянова удостоена звания Героя Социалистического Труда; Т. Д. Чистякова — ордена Ленина. Награждено орденом Октябрьской Революции (1976).

## История здания
Изначально Женская рукодельная школа Императрицы Марии Александровны
- 1881—1883 — арх. Малов А. В. — постройка главного корпуса
- 1905 — арх. Виррих Эрнест Францевич — расширение и надстройка
- 1-е техническое училище кройки, шитья белья и платьев, рукоделия
- Техникум швейной и меховой промышленности
- Школа ФЗУ им. Вилли Мюнценберга при Швейной фабрике дамского и детского платья им. Вилли Мюнценберга
- Ленинградская государственная швейная фабрика «Первомайская»
- Ленинградское производственно-швейное объединение «Первомайская Заря»
- ЛПТШО «Первомайская Заря». Филиал — г. Ломоносов, Кронштадтская ул. 1
- АОЗТ «Первомайская Заря»
- ЗАО (с июня 2013 г. ОАО) «Первомайская Заря»

с 25 сентября 2006 года здание носит название Kellermann Center

### Современность

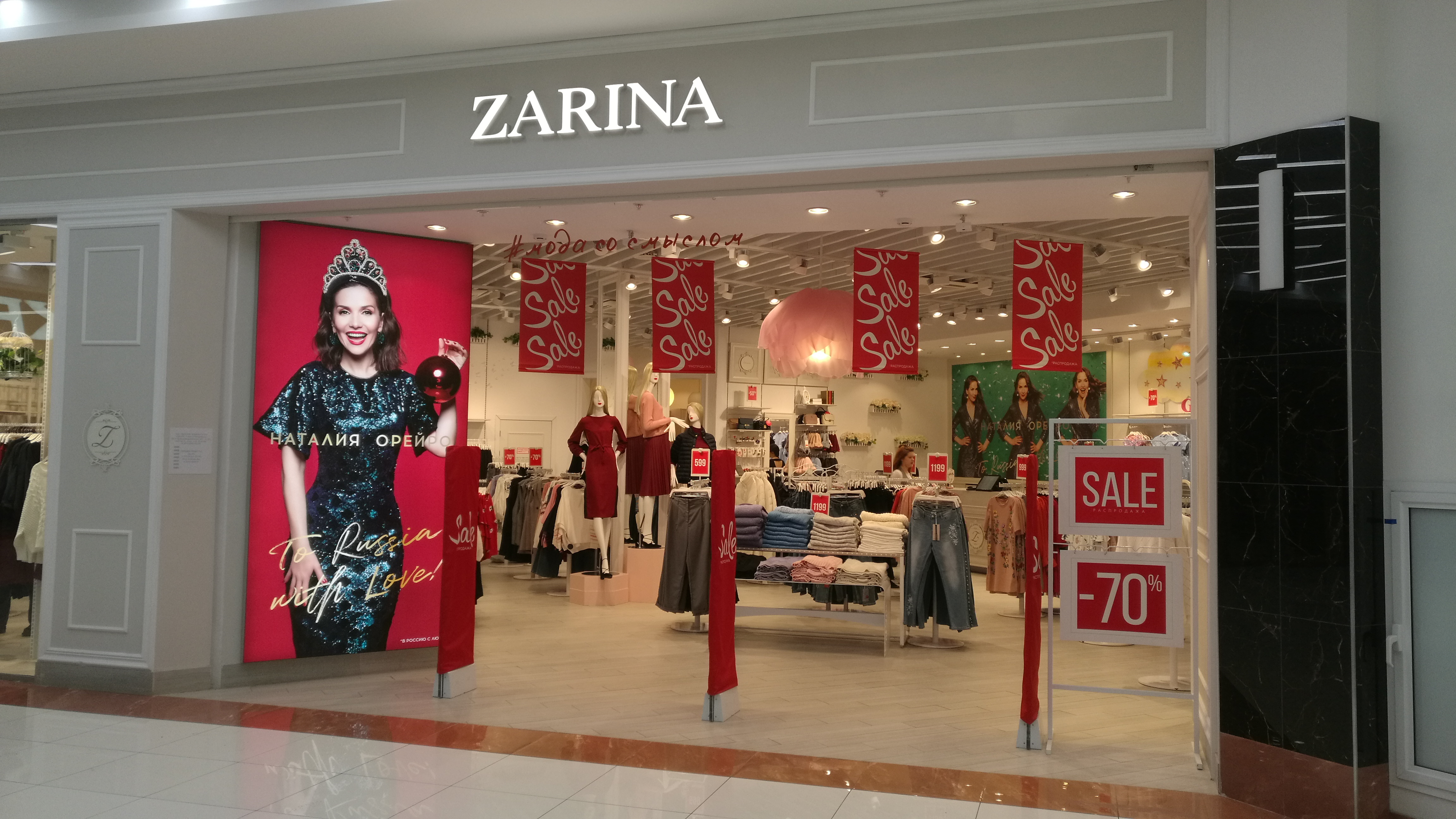
Будит бренда «Zarina» в Тюмени, 2019 год

24 февраля 1992 года было зарегистрировано ЗАО «Первомайская заря». Его специализацией стало развитие недвижимости, принадлежащей компании.
Вопросами пошива реализации женской одежды занимается ОАО «Мэлон Фэшн Груп».
По состоянию на конец 2000-х годов эксперты считают основным активом компании бизнес-центр «Kellermann Centre» (10-я Красноармейская улица, дом № 22).

## Собственники и руководство
До мая 2008 года собственниками Первомайской зари были East Capital Amber Fund, Scandinavian Manufacturing ApS, Swedfund и ряд частных инвесторов.
С мая 2008 года предприятие принадлежит Evli Property Investments, входящий в Evli Group (Финляндия).